# حاج عبد الرحمان
حاج عبد الرحمان 	(12 أكتوبر 1940 بالجزائر العاصمة - 5 أكتوبر 1981 في باريس). ممثل، ومؤلف سينمائي، ومخرج جزائري اشتهر باسم المفتش الطاهر ومثل عدد من الأفلام البوليسية مع الممثل الراحل يحيى بن مبروك في دور مساعد المفتش.

## حياته

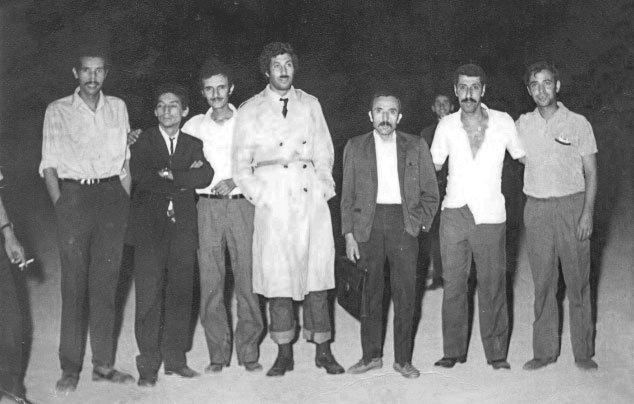
حاج عبد الرحمان و يحيى بن مبروك في 1974

ولد حاج عبد الرحمان في الجزائر العاصمة، أصل عائلته من الطاهير بولاية جيجل، ومنها اتخذ اسمه الفني المفتش الطاهر [بحاجة لمصدر].
بدأ حياته كتقني و مصور. اشتغل في المسرح مع علال المحب الذي كان أستاذه في الدراما، قبل أن يتقمص شخصيته المشهورة المفتش الطاهر.

## مشواره الفني
تقمص عدة أدوار عبر مسيرته الفنية في السينما والمسرح ومات فقيرا.

### في السينما
- المفتش الطاهر.
- المسهول.
- القط.
- الفأر (1968).
- عطلة المفتش الطاهر لموسى حداد (1972).
- شعبية ساعة و 45 دقيقة 1974.
- المفتش الطاهر يسجل الهدف (1977).

## وصلات خارجية
- حاج عبد الرحمان على موقع IMDb (الإنجليزية)